# Xanthorhoe lugubris
Xanthorhoe lugubris är en fjärilsart som beskrevs av Otto Staudinger 1896. Xanthorhoe lugubris ingår i släktet Xanthorhoe och familjen mätare. Inga underarter finns listade i Catalogue of Life.